# ایلایزا کمبل
ایلایزا کمبل (انگلیسی: Eliza Campbell؛ ‏تلفظ نام‌خانوادگی: ‎/ˈkæmbəl/‎؛ ‏ زادهٔ ۱۶ مهٔ ۱۹۹۵) بازیکن فوتبال اهل استرالیا است.
وی همچنین در تیم‌های ملی فوتبال Australia women's national under-17 association football team, Australia women's national under-20 association football team، و زنان استرالیا بازی کرده‌است.